# Neopipo cinnamomea
El mosquerito canelo (Neopipo cinnamomea), también denominado atrapamoscas-saltarín canelo (en Colombia), bailarín acanelado, saltarincillo canelo (en Ecuador), neopipo acanelado (en Perú), cantarín canelo o atrapamoscas canelo (en Venezuela), es una especie de ave paseriforme de la familia Tyrannidae, la única especie del género Neopipo. Es nativo de Sudamérica, en la cuenca amazónica y el escudo guayanés. 

## Distribución y hábitat
Se distribuye ampliamente desde el este y extremo suroeste de Colombia, por el sur de Venezuela, Guyana, Surinam, Guayana francesa, norte y noroeste de Brasil (al sur hasta Mato Grosso), este de Ecuador, este de Perú, hasta el extremo noroeste de Bolivia.
Esta especie es considerada rara y local en su hábitat natural: el sotobosque de selvas húmedas tropicales de terra firme, hasta los 1000 m de altitud.

## Descripción
Mide entre 8,9 y 9,5 cm de longitud. La corona y las mejillas son grises; la garganta blanca; el dorso, los costados y la cola son de color castaño; así como las alas, excepto las primarias que son negruzcas; el pecho y el vientre son de color amarillo ocráceo. El pico es corto estrecho y pardo claro brillante y las patas son de color pardo claro.

## Comportamiento y alimentación
Participa de bandas mixtas con otras especies de aves, generalmente en el estrato inferior del bosque de terra firme. Se alimenta de insectos.

## Sistemática

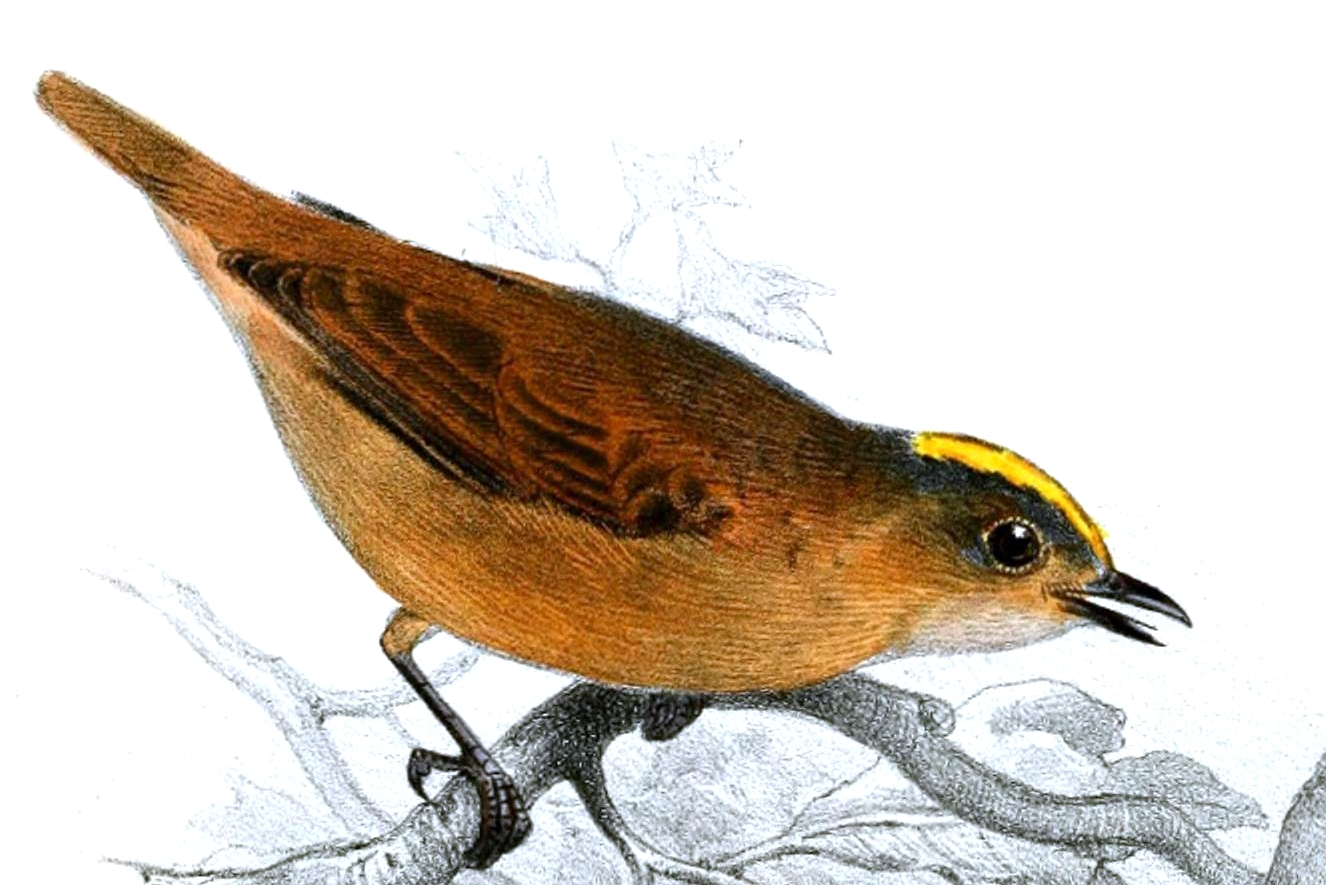
Neopipo cinnamomea, ilustración de Smit para Proceedings of the Zoological Society of London, 1869.

### Descripción original
La especie N. cinnamomea fue descrita por primera vez por el ornitólogo estadounidense George Newbold Lawrence en 1869 bajo el nombre científico Pipra cinnamomea; localidad tipo «Chamicuros, Perú.»
El género monotípico Neopipo fue descrito por los ornitólogos británicos Philip Lutley Sclater y Osbert Salvin en 1869, la especie tipo definida fue Neopipo rubicunda, en realidad un sinónimo posterior de la presente especie.

### Etimología
El nombre genérico femenino «Neopipo» se compone de las palabras del griego «neos»: ‘nuevo, extraño’, y «pipōn»: pequeño pájaro no identificado; o del moderno latín «pipo» que significa ‘manaquín’; y el nombre de la especie «cinnamomea», proviene del latín moderno «cinnamomeus» que significa ‘de color canela’.

### Taxonomía
Anteriormente esta especie se clasificaba dentro de la familia Pipridae, pero el análisis cladístico de 14  características de su morfología y de la arquitectura del nido, demostró que hace parte de un grupo con los géneros Myiophobus, Terenotriccus, Myiobius, Pyrrhomyias e Hirundinea, de la familia Tyrannidae.
Posteriormente, los amplios estudios genético-moleculares realizados por Tello et al. (2009) descubrieron una cantidad de relaciones novedosas dentro de la familia Tyrannidae que todavía no están reflejados en la mayoría de las clasificaciones. Siguiendo estos estudios, Ohlson et al. (2013) propusieron dividir Tyrannidae en cinco familias, entre las cuales Platyrinchidae Bonaparte, 1854 agrupando a tres géneros entre los cuales Neopipo, junto a Calyptura y Platyrinchus. El Comité Brasileño de Registros Ornitológicos (CBRO) y Avibase sitúan el presente género en dicha familia Platyrinchidae, mientras el Comité de Clasificación de Sudamérica (SACC) aprobó su colocación en una subfamilia Platyrinchinae en la Propuesta No 827 Parte C.

### Subespecies
Según la clasificación del Congreso Ornitológico Internacional (IOC) y Clements Checklist v.2017, se reconocen dos subespecies, con su correspondiente distribución geográfica. La subespecie helenae es de validez cuestionable.
- Neopipo cinnamomea cinnamomea (Lawrence, 1869) - este de Ecuador, este del Perú, este de Colombia, sur de Venezuela y oeste y centro de la Amazonia brasileña.
- Neopipo cinnamomea helenae McConnell, 1911 - las Guayanas y norte de Brasil (Amapá).